# Coupe d'Algérie de basket-ball 2013-2014
Navigation
Coupe d'Algérie 2012-2013 Coupe d'Algérie 2014-2015
La Coupe d'Algérie 2013-2014 est la 43e édition de la Coupe d'Algérie de basket-ball, compétition à élimination directe mettant aux prises des clubs de basket-ball amateurs et professionnels affiliés à la fédération algérienne de basket-ball.
Le tenant du titre est l'GS Pétroliers, vainqueur durant la saison précédente face au CS Constantine.

## Résultats

### Trente-deuxièmes de finale
| Date           | Équipe à domicile      | Équipe à l'extérieur | Score |
| -------------- | ---------------------- | -------------------- | ----- |
| 7 janvier 2014 | M Ouled Chebel         | CSMBB Ouargla        | 39-55 |
| 7 janvier 2014 | O.Médéa                | ESB Ouargla          | 63-53 |
| 7 janvier 2014 | OC Birmouradrais       | USB Médéa            | 79-62 |
| 7 janvier 2014 | WB Aïn-Bénian          | MS Cherchell         | 68-79 |
| 7 janvier 2014 | CSC Gué de Constantine | AB Skikda            | 53-75 |
| 7 janvier 2014 | CRM Tebessa            | OSBB Arréridj        | 59-62 |
| 7 janvier 2014 | JS Kabylie             | EM Ain Turck         | 61-45 |
| 7 janvier 2014 | US Birkhadem           | COBB Oran            | 56-58 |
| 7 janvier 2014 | ASM Blida              | CRB EL Maleh         | 74-41 |
| 7 janvier 2014 | CRB Temouchent         | OMB Bel Abbés        | 62-73 |
| 7 janvier 2014 | Afak Moustaganem       | MO Batna             | 66-50 |
| 7 janvier 2014 | NCB Laghouat           | MC Saida             | 47-69 |
| 7 janvier 2014 | WS Miliana             | OMS Miliana          | 0-20  |
| 7 janvier 2014 | US Constantine         | ASS Oum Bouaghi      | 62-67 |
| 7 janvier 2014 | USM Alger              | AS Blida             | 69-80 |

### Seizièmes de finale
| Date            | Équipe à domicile | Équipe à l'extérieur   | Score | Lieu                         |
| --------------- | ----------------- | ---------------------- | ----- | ---------------------------- |
| 24 janvier 2014 | ASM Blida         | USM Blida              | -     | Blida                        |
| 24 janvier 2014 | MC Saida          | CRB Dar Beida          | -     | Mascara                      |
| 24 janvier 2014 | COBB Oran         | OMB Bel Abbès          | -     | Mascara                      |
| 24 janvier 2014 | O.SI Mustapha     | IRB Bordj Bou Arreridj | -     | Dar El Beïda                 |
| 24 janvier 2014 | CS Constantine    | WA Boufarik            | -     | Bordj Bou Arreridj           |
| 24 janvier 2014 | JS Réghaia        | JS Kabylie             | -     | salle omnisports de Staouéli |
| 24 janvier 2014 | ACB Tighenif      | GCB Mascara            | -     | Mascara                      |
| 24 janvier 2014 | MT El Eulma       | IRC Annaba             | -     | Dar El Beïda                 |
| 24 janvier 2014 | OC Birmouradrais  | OMS Miliana            | -     | Tipaza                       |
| 24 janvier 2014 | MS Cherchell      | AS Blida               | -     | Tipaza                       |
| 24 janvier 2014 | USM Sétif         | NA Hussein Dey         | -     | Tizi Ouzou                   |
| 24 janvier 2014 | AB Skikda         | CSMBB Ouargla          | -     | Batna                        |
| 24 janvier 2014 | ASS Oum Bouaghi   | NB Staoueli            | -     | Bordj Bou Arreridj           |
| 24 janvier 2014 | OSBB Arréridj     | O.Médéa                | -     | Tizi Ouzou                   |
| 24 janvier 2014 | Olympique Batna   | Afak Moustaganem       | -     | salle omnisports de Staouéli |

### Huitièmes de finale
| Date        | Équipe à domicile | Équipe à l'extérieur   | Score | Lieu                         |
| ----------- | ----------------- | ---------------------- | ----- | ---------------------------- |
| 9 mars 2014 | CS Constantine    | MS Cherchell           | 68-55 | Bordj Bou Arreridj           |
| 9 mars 2014 | MT El Eulma       | USM Sétif              | 77-86 | M'Sila                       |
| 9 mars 2014 | OMS Miliana       | COBB Oran              | 64-57 | Mascara                      |
| 9 mars 2014 | AB Skikda         | IRB Bordj Bou Arreridj | 65-83 | El Eulma                     |
| 9 mars 2014 | GS Pétroliers     | USM Blida              | 66-53 | salle omnisports de Staouéli |
| 9 mars 2014 | NB Staoueli       | CRB Dar Beida          | 75-92 | Hydra                        |
| 9 mars 2014 | Olympique Batna   | ACB Tighenif           | 78-65 | Dar El Beïda                 |
| 9 mars 2014 | JS Réghaia        | O.Médéa                | 43-57 | Hydra                        |

### Quarts de finale
| Date       | Équipe à domicile | Équipe à l'extérieur   | Score | Lieu |
| ---------- | ----------------- | ---------------------- | ----- | ---- |
| 4 mai 2014 | GS Pétroliers     | CRB Dar Beida          | 80-76 |      |
| 4 mai 2014 | USM Sétif         | IRB Bordj Bou Arreridj | 83-82 |      |
| 4 mai 2014 | CS Constantine    | Olympique Batna        | 62-56 |      |
| 4 mai 2014 | OMS Miliana       | O.Médéa                | 75-54 |      |

### Demi-finales
| Date | Équipe à domicile | Équipe à l'extérieur | Score |
| ---- | ----------------- | -------------------- | ----- |
| 2014 | OMS Miliana       | CS Constantine       | -     |
| 2014 | GS Pétroliers     | USM Sétif            | -     |

#### finale Coupe d'Algérie
L'équipe du GS Pétroliers a remporté pour la quatrième année consécutive la coupe d'Algérie de basket-ball (seniors messieurs), en s'imposant face au CS Constantine sur le score de 70-59 (mi-temps : 38-24), samedi en finale de l'épreuve disputée à la salle Harcha Hacene d'Alger.
Ce succès permet au GSP de décrocher le doublé "Coupe-Championnat" cette saison après sa victoire contre le CRB Dar-Beida en finale du championnat.
Les joueurs du GSP menés par un Walid Hamma en grande forme, avec 13 points et 10 passes décisives, ont dominé les Constantinois en réussissant un match parfait.
(1) CS Constantine vs. GS Pétroliers (2)
| 7 juin 2014 16h00 | Rapport | CS Constantine 59, GS Pétroliers 70                | CS Constantine 59, GS Pétroliers 70 | CS Constantine 59, GS Pétroliers 70 |  | Salle Harcha Hassan, Alger Arbitres : , , | Algérie 3 |
| 7 juin 2014 16h00 | Rapport | Score par quart-temps : 13-17, 11-21, 19-18, 16-14 |                                     |                                     |  | Salle Harcha Hassan, Alger Arbitres : , , | Algérie 3 |
| 7 juin 2014 16h00 | Rapport | Score par mi-temps : 24-38, 35-32                  |                                     |                                     |  | Salle Harcha Hassan, Alger Arbitres : , , | Algérie 3 |
| 7 juin 2014 16h00 | Rapport | -                                                  | Points Rebonds Passes d.            | Walid Hamma 13 - Walid Hamma 10     |  | Salle Harcha Hassan, Alger Arbitres : , , | Algérie 3 |